# Квемо Рене
Квемо Рене (груз. ქვემო რენე) — село в Грузії.
За даними перепису населення 2014 року в селі проживає 221 особа.